# ۴۰۸ (پیش از میلاد)
۴۰۸ (پیش از میلاد) ۴۰۸مین سال قبل از تقویم میلادی است.